# God Is An Astronaut
God Is An Astronaut (Ґад Із Ен Астронаут) — ірландський інструментальний пост-роковий гурт, сформований з ініціативи братів-двійнят Кінселла 2002 року.

## Історія
Перший альбом The End of the Beginning музиканти випустили 2002 року на власному лейблі Revive Records. Два відео з цього ж альбому — The End of the Beginning та From Dust to the Beyond — побували в ротації на європейських каналах MTV.
Другий альбом All Is Violent, All Is Bright 2005 року відрізняється від типових пост-рок творінь широким звучанням та відсутністю формалізму, живою енергетикою звуку; відчутна присутність елементів спейс-року.
Під час турне 2011 року до живих виступів гурту приєднався клавішник Джемі Дін.
14 квітня 2011 God Is An Astronaut виступив у Чернівцях.

## Учасники
- Торстен Кінселла (Torsten Kinsella) — спів, гітара, клавішні
- Нілс Кінселла (Niels Kinsella) — бас, гітара, visuals
- Ллойд Ганні (Lloyd Hanney) — ударні, синтезатор (з 2003)
- Ґаз Карр (Gazz Carr) — клавішні, синтезатор, гітара (2012–13, 2019)
- Джемі Дін (Jamie Dean) — клавішні, синтезатор (2010—2017, з 2020)

## Дискографія
Альбоми
- The End of the Beginning (2002)
- All Is Violent, All Is Bright (2005)
- Far from Refuge (2007)
- God Is an Astronaut (2008)
- Age of the Fifth Sun (2010)
- Origins (2013)
- Helios | Erebus (2015)
- Epitaph (2018)
- Ghost Tapes #10 (2021)

Міні-альбоми
- A Moment of Stillness (2006)

Синґли
- «The End of the Beginning» (2003)
- «From Dust to the Beyond» (2003)
- «Point Pleasant» (2003)
- «Coda» (2004)
- «Fragile» (2004)
- «Fire Flies and Empty Skies» (2005)
- «Beyond the Dying Light» (2006)
- «Tempus Horizon» (2006)
- «No Return» (2007)
- «Shining Through» (2009)
- «In The Distance Fading» (2010)